# Йетмар, Рудольф

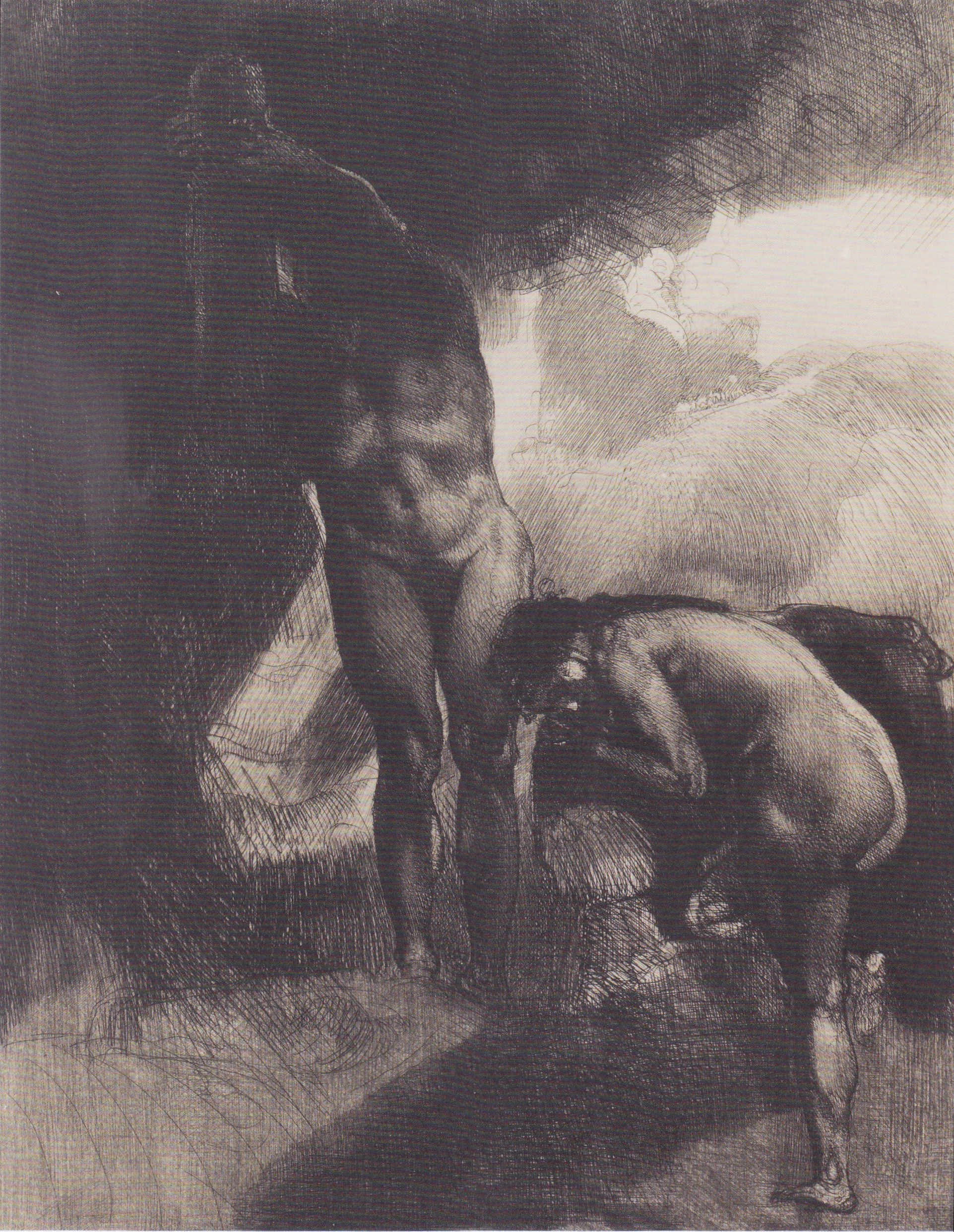
Строительство адского моста (1899)

Рудольф Йетмар (нем. Rudolf Jettmar 10 сентября 1869[…] или 10 ноября 1869, Тарнув — 21 апреля 1939[…], Вена) — австрийский художник и график.

## Жизнь и творчество
Йетмар изучал живопись в венской Академии изящных искусств и работал затем в этой Академии с 1910 года и да 1936, когда, в звании профессора, эмеритировал. В 1929 году, после смерти Фердинанда Шмутцера назначен руководителем класса графики. Также, начиная с 1898 года, преподавал в Женской художественной школе. Начиная с того же года Йетмар участвует в движении Венский сецессион.
В работах Йетмара чувствуется влияние Макса Клингера; Йетмар, как и Клингер, относится к крупнейшим представителям австрийского и немецкого символизма. Наиболее известными его графическими работами являются Ночные часы (1910), Прометей (1916), а также 8 гравюр из цикла Каин (по сочинению Байрона). Художник занимался также церковной живописью. Крупнейшее произведение живописи Йетмара Путь жизни (1909) погиб во время Второй мировой войны.
Художник скончался от последствий инсульта. Большая часть из немногих сохранившихся его произведений живописи — а это в основном пейзажи и картины мифологической тематики, а также гравюры — находятся во владении семьи художника. В 1989 году, к 50-летию со для смерти Йетмара, австрийская почта выпустила памятную почтовую марку. В 1954 году в 23 округе Вены (район Лизинг) один из переулков был назван Йетмаргассе.